# Scheiderwald bei Hennethal
Scheiderwald bei Hennethal este o arie protejată (arie specială de conservare — SAC, sit de importanță comunitară — SCI) din Germania întinsă pe o suprafață de 45,57 ha, integral pe uscat.

## Localizare
Centrul sitului Scheiderwald bei Hennethal este situat la coordonatele 50°14′02″N 8°06′27″E / 50.2339°N 8.1075°E.

## Înființare
Situl Scheiderwald bei Hennethal a fost declarat sit de importanță comunitară în iulie 2001 pentru a proteja 1 specie de plante și 2 specii de animale. Situl a fost protejat și ca arie specială de conservare în martie 2008.

## Biodiversitate
Situată în ecoregiunea continentală, aria protejată conține 3 habitate naturale: Pante stâncoase silicioase cu vegetație casmofită, Păduri de fag Asperulo-Fagetum, Păduri pe pante, grohotișuri și ravene de Tilio-Acerion.
La baza desemnării sitului se află mai multe specii protejate:
- plante (1): Vandenboschia speciosa
- păsări (1): ciocănitoare verzuie (Picus canus)
- nevertebrate (1): rădașcă (Lucanus cervus)